# Philip Fysh
Philip Fysh (ur. 1 marca 1835 w Londynie, zm. 20 grudnia 1919 w Sandy Bay) – australijski przedsiębiorca i polityk, dwukrotnie pełnił urząd premiera Tasmanii. Zasiadał także w dwóch pierwszych gabinetach federalnych Związku Australijskiego.

## Życiorys
Jak wielu Australijczyków swojej epoki, Fysh był imigrantem z Wielkiej Brytanii. Przybył na Tasmanię w wieku 24 lat. Szybko dorobił się na kupiectwie i uprawie chmielu. Jako polityk był związany z Partią Protekcjonistyczną. Pięciokrotnie zasiadał w parlamencie Tasmanii: trzy razy w Radzie Ustawodawczej (1866-69; 1870-73; 1884-90) i dwa razy w Izbie Zgromadzenia (1873-78; 1894-99). W latach 1873-75 był ministrem skarbu w gabinecie Alfreda Kennerley'ego. Dwukrotnie - od 1877 do 1878 i od 1887 do 1892 - sam kierował rządem kolonii. Później ponownie kierował resortem skarbu (1892-94), tym w razie w gabinecie Edwarda Braddona. Pełnił również funkcję agenta generalnego (quasi-ambasodora) Tasmanii w Londynie.
Fysh był jednym z przywódców ruchu federacjonistycznego na Tasmanii, dążącego do stworzenia federacji kolonii brytyjskich w Australii. Kiedy Związek stał się faktem, uzyskał mandat w parlamencie federalnym. Wchodził w skład federalnego gabinetu Bartona, gdzie był ministrem bez teki, a później pierwszego gabinetu Deakina, gdzie kierował resortem poczty. W 1910 wycofał się z polityki. W 1912 owdowiał, a siedem lat później zmarł w swoim domu na Tasmanii, w wieku 84 lat.

## Odznaczenia i upamiętnienie
Od 1896 był kawalerem Orderu św. Michała i św. Jerzego klasy Rycerz Komandor, co uprawniało go do tytułu Sir przed nazwiskiem. Od jego nazwiska nazwano osiedle Fyshwick w Canberze.